# Гдыня-Главная
Гдыня-Главная (пол. Gdynia Główna) — узловая пассажирская железнодорожная станция в  городе Гдыня, в Поморском воеводстве Польши. Имеет 5 платформ и 10 путей. Относится по классификации к категории А, т.е. обслуживает более 2 миллионов пассажиров ежегодно.
Станцию на железнодорожной линии Гданьск — Щецин построили в 1894 году, когда рыбацкая деревушка Гдыня (нем. Gdingen, Гдинген) была в составе Германской империи. Теперь существующее здание вокзала построили в 1954—1959 годах.